# Jean Tinguely
Jean Tinguely, né le 22 mai 1925 à Fribourg et mort le 30 août 1991 à Berne, est un sculpteur, peintre et dessinateur suisse.
Parmi ses inventions les plus originales, on compte les Méta Matics ou sculptures animées  dont il a commencé la réalisation en 1954 sous le nom de Méta-mecaniques qui étaient alors des tableaux animés de façon électrique. Les Méta Matics sont des machines à dessiner.
Avec sa deuxième épouse, Niki de Saint Phalle, il a créé de gigantesques sculptures, dans des parcs de sculptures, notamment le Jardin des Tarots en Toscane. Durant toute leur carrière commune leur couple n'a cessé de susciter l'intérêt des médias.
Jean Tinguely possédait le don d'attirer l’attention et d’établir ainsi une communication avec ses mécanismes détournés de leur sens et de leur finalité. Avec Euréka, une énorme machine conçue pour l’exposition nationale suisse de 1964, cette particularité est apparue comme une caractéristique essentielle de son art. Imprégné des œuvres de Marcel Duchamp (Ready-made ou objets usuels ironiquement promus œuvres d’art), il s’inscrit dans l’esprit dadaïste qui se manifeste par la provocation et la dérision souvent au cours de manifestations publiques. En 1959, son premier triomphe public a lieu lors de la Biennale de Paris, inaugurée par André Malraux, au musée d'art moderne de la ville de Paris, avec des machines produisant des peintures en série dont il a pu faire la démonstration devant le public. 
Il remet en question l’académisme de l’art créant des machines construites en partie avec des objets de récupération, sciemment imparfaites, s'opposant au culte de l'objet neuf et pratiquant le recyclage déjà utilisé avant lui par l'art brut. Ces matériaux de récupération auxquels il redonne vie en les animant avec des moteurs comptent parmi les innovations les plus vivantes de la sculpture du XXe siècle.

## Biographie

### Les débuts en Suisse

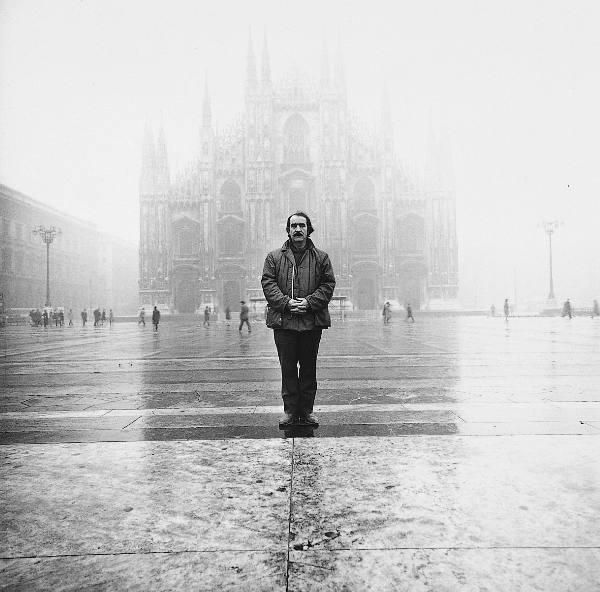
Jean Tinguely, portrait de Lothar Wolleh.

Jean naît à Fribourg ; son père, Charles Tinguely, est ouvrier. Sa mère, Jeanne-Louise Ruffieux (1899-1980), est née dans une famille d'agriculteurs aux nombreux enfants. En 1928, la famille s'installe à Bâle. Jean parle français à la maison, allemand à l'école.

Sa biographie témoigne très tôt de tiraillements et de tensions entre lui et ses parents. En réaction contre l'ambiance familiale autoritaire, Jean délaisse l'école et devient un lecteur assidu de Lord Byron, Alexandre le grand, Napoléon et trouve refuge dans les bois où il réalise ses premières méta-mécaniques : 

« Alors, j'ai commencé à faire une chose très bizarre : plusieurs samedis et dimanches de suite, j'ai commencé à construire de jolies petites roues en bois, bricolées comme ça, le long d'un ruisseau […]. Aucune idée d'art […]. Dans la forêt, j'utilisais un ruisseau : il faut dire que c'était une forêt de sapins qui formaient une sorte de cathédrale, avec les qualités sonores d'une cathédrale […], les sons s'amplifiaient formidablement bien. J'ai fait jusqu'à deux douzaines de petites roues dont chacune avait sa propre vitesse, et parfois cette vitesse était variable selon la vitesse de l'eau, variable elle aussi. Chaque roue avait une came […]. Une came, c'est une chose qui assure une irrégularité à la roue - tu vois ! Ça frappait, ça actionnait sur un petit marteau qui tapait sur différentes boîtes de conserve rouillées ou pas, des sonorités différentes. Ces sons, ces tonalités, à des rythmes différents, étaient répartis tous les cinq à six mètres, et ces concerts s'allongeaient parfois jusqu'à cent mètres dans la forêt. J'imaginais alors le promeneur solitaire lui aussi dans la forêt, qui entend d'abord ce concert avant d'entendre les bruits de la forêt. Parfois, ça fonctionnait jusqu'à quinze jours, c'était évidemment fragile mais il y en avait quelques-uns qui fonctionnaient pendant des mois,. »

En 1939 il tente de se rendre en Albanie par le train pour soutenir le peuple albanais dans sa résistance contre l'agression de l'Italie fasciste. Il a alors quatorze ans. Arrêté par la police à la frontière suisse, il est renvoyé dans ses foyers.
Le 2 mai 1941 il commence un apprentissage de décorateur au grand magasin Globus, sous la tutelle de E. Theo Wagner. Le 25 août 1943, Jean est licencié du Globus avec effet immédiat pour indiscipline et manque de ponctualité. À partir de septembre, engagé comme apprenti chez Joos Hutter, décorateur. Il ne fréquente pas régulièrement les cours de la Kunstgewerbeschule (école des arts appliqués), mais il suit particulièrement les cours de Julia Ris qui attire son attention sur le mouvement comme moyen d'expression artistique.
Après la guerre, Jean habite au Burghof, immeuble voué à la démolition, près du Musée des Beaux Arts, au no 2 de St. Alban Vorstadt. Bâle devient le lieu de rencontres des réfugiés politiques : syndicalistes, anarchistes, ex-communistes se retrouvent chez le libraire Heinrich Koechlin. Tinguely participe aux discussions, et fait ainsi son éducation politique. Il réalise la mise en page de livres pour Koechlin, il s'intéresse en particulier à Yves Tanguy, Salvador Dalí, Joan Miró, Paul Klee et à tous les travaux du Bauhaus. À cette même époque, il se lie d'amitié avec Daniel Spoerri, ancien danseur du ballet de Berner Staatsoper, avec lequel il partage le même goût pour les moyens d'expression anti conventionnels. En 1951, il épouse Eva Aeppli, étudiante à l'École des arts appliqués de Bâle dont il a une fille, Myriam, née deux ans plus tard, en 1953.

### En France

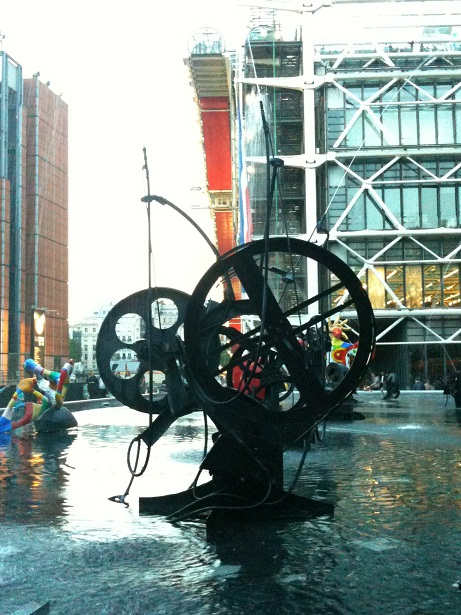
Jean Tinguely et Niki de Saint Phalle, Fontaine Stravinsky, 1983, Centre Georges-Pompidou.

Jean part pour Paris en 1952 avec Eva Aeppli. Il rejoint son ami Daniel Spoerri avec lequel il conçoit un décor pour un spectacle de danse : Prisme, un ballet de Nico Kaufmann. Le ballet est présenté à un concours de danse organisé par Serge Lifar. Mais au moment où le premier danseur doit faire son entrée, le décor s'effondre et se disloque. « À la répétition générale, lorsque nous avons tiré sur les ficelles, alors que la musique avait déjà commencé, toute notre installation est tombée sur la tête des danseurs, c'était la catastrophe. Le ballet s'est poursuivi sans décor, avec la musique seulement. »
Eva et Jean s'installent en 1953 à Montigny-sur-Loing (Seine-et-Marne) puis ils emménagent la même année dans un hôtel 12 rue Pierre-Leroux, dans le 7e arrondissement de Paris. Tinguely expose ses œuvres dans la salle désaffectée du café de l'hôtel. Eva, qui fabrique des marionnettes, donne naissance à leur fille Myriam. Cette année-là, Jean réalise des constructions spatiales en utilisant uniquement du fil de fer soudé avec de petites feuilles de tôles qui prennent la forme de reliefs muraux. Il a alors l'idée de mettre en mouvement ces formes pour les dégager de leur inertie. Lorsqu'il crée la première de ces roues, l'artiste va découvrir la mécanique du hasard.
À partir de 1954, Jean réalise ses Moulins à prières, de petites sculptures en fil de fer : Moulin à prière II, 1954, 75 × 53,5 × 35,5 cm, Museum of fine arts (MFAH), Houston, Texas.
Le 27 mai 1954 a lieu le vernissage de sa première exposition à la galerie parisienne Arnaud, située au 34 rue du Four. C'est une des deux galeries d'avant-garde de Paris avec la galerie Denise René qui va ouvrir en 1955. L'exposition comprend les tableaux mobiles aux formes géométriques blanches : les Méta Mécaniques, et des  constructions en fil de fer et plaques de tôle (Moulins à prière) qui reçoivent un accueil très favorable de la part des critiques. À La fin de cette même année, Jean présente à Milan ses Automates, sculptures et reliefs mécaniques au Studio d'Architetturab24. Il ne les récupère que dix ans plus tard, en parfait état.
Installé au début de l'année 1955 dans un atelier de l'Impasse Ronsin, Jean a pour voisins le sculpteur Constantin Brâncuși et d'autres artistes, et il fait la connaissance d'Yves Klein. 

### Machines sonores,Méta MécaniquesetMéta Matics
En avril 1955, Jean Tinguely expose à la galerie Denise René. L'exposition qui s'appelle Le Mouvement, réunit les sculptures mobiles de Marcel Duchamp et Alexander Calder, les peintures de Victor Vasarely, et les œuvres de Pol Bury, Yaacov Agam, Jesús-Rafael Soto et Jean Tinguely, elle est très bien accueillie. C'est la première fois depuis la guerre qu'une nouvelle forme d'expression artistique voit le jour. Jean Tinguely y expose deux machines sonores qui seront développées en 1958 dans l'exposition Mes étoiles, Concert pour sept peintures. 
Ces deux machines sont des reliefs Méta Mécaniques, annonciatrices de Méta Matics et qu'il va développer pour le Salon des réalités nouvelles, où les sonorités sont produites par des casseroles, des bouteilles, des boîtes de conserve, des entonnoirs, des verres, frappés régulièrement par de petites marteaux. L'accueil du public va de l'enthousiasme à l'indignation : à Stockholm où les œuvres sont exposées ensuite, une visiteuse menace d'appeler la police.
En septembre 1955 il trouve à Stockholm un atelier dans les locaux de la revue Blandaren où il développe des travaux qu'il expose le mois suivant à la galerie Samlaren. Ce sont des reliefs et sculptures qu'il va développer dès son retour à Paris et qui portent le nom de Méta-Kandinsky, ou bien Méta-Herbin (Auguste Herbin) ou encore Méta-Malevitch. La plupart des œuvres de Stockholm et celles de Paris de cette période appartiennent à des collections privées. Un Méta-Kandinsky III était exposé au palais Grassi en 1987 : 39 × 132 × 35 cm, collection privée, Suisse. Ces travaux, ainsi que les grandes sculptures de la série Balouba l'occupent pendant les deux années suivantes qui sont marquées en octobre 1957 par un grave accident automobile de l'artiste, fou de vitesse de voitures. Mais aussi par les liens qu'il va tisser avec Yves Klein et avec le sculpteur-guitariste vénézuélien Soto.
Les Machines sonores exposées pour la première fois à la galerie Denise René lors de l'exposition L'Art en mouvement, en compagnie d'Alexander Calder, Soto, Pol Bury, sont développées dans les années suivantes pour aboutir à l'exposition Mes étoiles, Concert pour sept peintures à la galerie Iris Clert du 9 au 15 juillet 1958, puis à Dusselforf l'hiver suivant. 
Le 17 novembre 1958, il présente dans la même galerie, en étroite collaboration avec Yves Klein, l'installation Vitesse pure et stabilité monochrome, composée de six disques bleus monochromes tournant à vitesse différente, et de deux grandes machines : Escavatrice de l'espace et Perforateur monochrome. 
Le 14 mars 1959, il lance d'un avion au-dessus de Düsseldorf, son manifeste Für Statik (Pour la Statique). Il réalise cette même année deux grands reliefs destinés au foyer de l'opéra de Gelsenkirchen, tandis que ses Méta Matics sont exposés à la galerie Iris Clert de Paris. 
Pour la première Biennale de Paris, qui se tient au Musée d'art moderne de la ville de Paris, et qui est inaugurée par André Malraux Tinguely construit de très grands ''Méta Matics'', tableaux-machines actionnés par un petit moteur à essence et dont certains se déplacent « avec la rapidité d'un rouleau de papier ». C'est un triomphe absolu. Jean Tinguely est invité à faire une démonstration dans les salles de la biennale ce qui provoque la colère des autres artistes. Jean est aussi autorisé à exposer dans la cour. Le 12 novembre Tinguely organise la soirée « Cyclo matic » à l'ICA (Institute of Contemporary Arts) à Londres fondé en 1948 pour faire connaître l'art moderne en Grande-Bretagne. Il s'agit d'une sorte de happening, avec un amalgame de machines à dessiner et d'éléments improvisés. La période des Méta Matics s'achève avec une conférence intitulée Art, machines et mouvements, une conférence de Jean Tinguely.

### L'artiste international

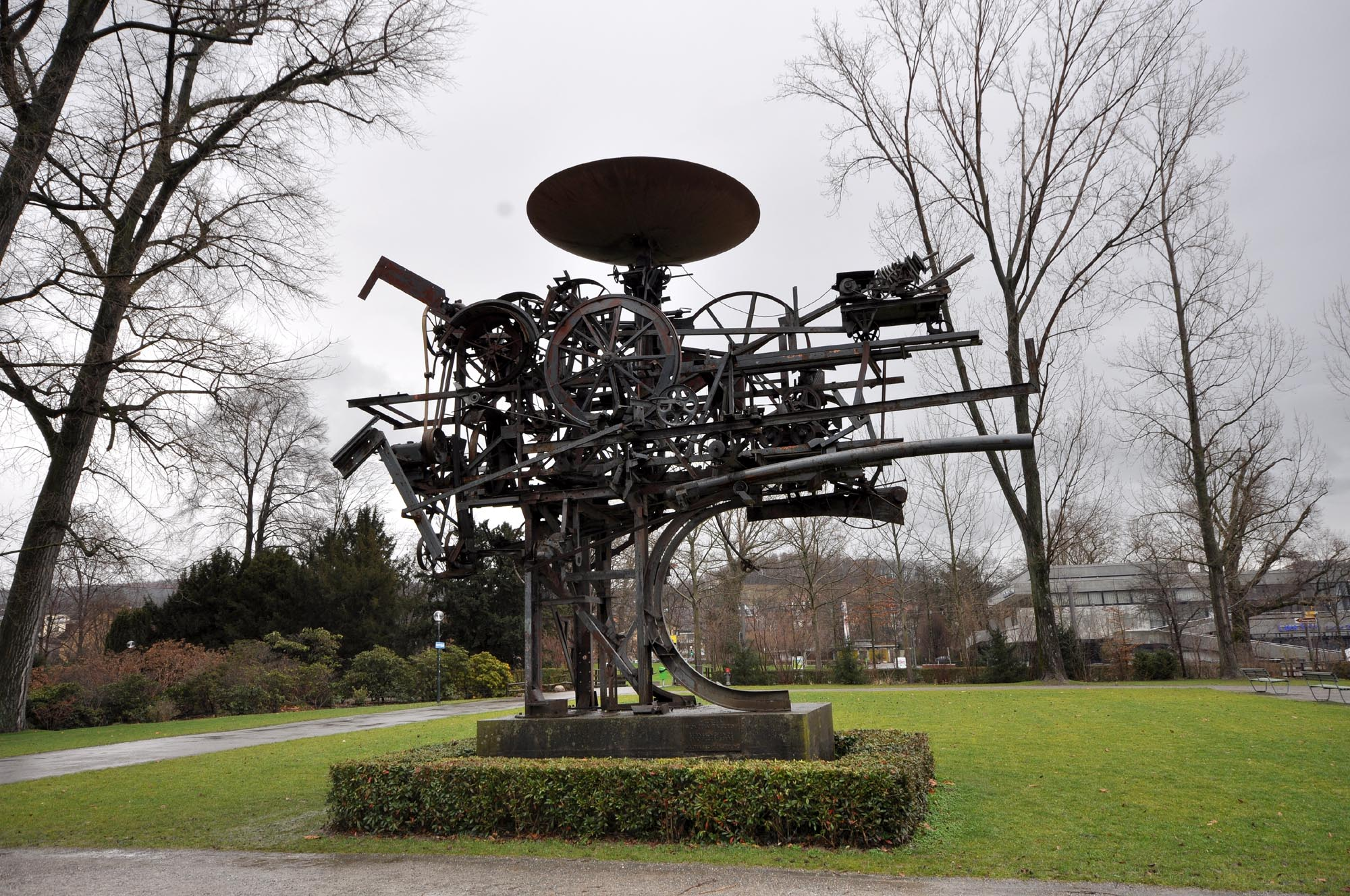
Eurêka, rive du Zürichhorn, Zurich.

Le 17 mars 1960 il organise un autre évènement, « Hommage à New York », manifestation faisant intervenir une machine autodestructrice dans le jardin du Museum of Modern Art, à New York. Sa première exposition à la Kunsthalle de Berne a lieu cette année-là. Le directeur du musée expose Franz Meyer ainsi que Kricke, Luginbühl. Le 27 octobre, à Paris, des artistes fondent le groupe des Nouveaux réalistes. Parmi eux se trouvent Arman, François Dufrêne, Raymond Hains, Yves Klein, Pierre Restany, Jacques Villeglé, Gérard Deschamps, ainsi que Martial Raysse, Daniel Spoerri et Niki de Saint Phalle avec laquelle Jean vit dans l'impasse Ronsin.
Tinguely participe ensuite aux expositions Bewogen Beweging (Le Mouvement dans l'art) au Stedelijk Museum d'Amsterdam, et « Rörelse i konsten » au Moderna Museet de Stockholm, dont le directeur est Pontus Hultén. Le 22 septembre une de ses œuvres Étude pour une fin du monde no 1 est présentée au musée d'art moderne Louisiana, Danemark.
En 1962 après sa première exposition particulière à Bâle, à la galerie Handschin, il présente le 21 mars Study for end of the World No.2, près de Las Vegas, dans le désert du Nevada, États-Unis. En 1963-1964 il réalise pour l’exposition nationale suisse en 1964 à Lausanne la grande sculpture Euréka. En 1966 il conçoit le rideau de scène et les décors de l'« Éloge de la folie », ballet de Roland Petit, à Paris. Au Moderna Museet de Stockholm, cette même année, avec Per Olof Ultvedt il réalise la Nana géante, visitable, habitable, d'après la maquette conçue par Niki de Saint Phalle Hon/Elle, et dont la destruction va constituer un spectacle durant trois jours.
Après sa première exposition particulière à Zurich, à la Gimpel & Hanover Galerie, Jean Tinguely réalise avec Niki de Saint Phalle un travail collectif pour une œuvre démesurée : Le Paradis fantastique. C'est une commande de l'État français pour l'exposition universelle de Montréal dans laquelle les machines de Tinguely affrontent les Nanas de Niki de Saint Phalle : un groupe de six grandes machines cinétiques attaquent neuf grandes sculptures de Niki. Raspoutine, machine compliquée  qui se déplace sur des rails, attaque la sculpture Le Bébé Monstre, et Le Piqueur fait des trous méthodiquement dans une grande Nana « dont les fesses ont la taille d'un navire de guerre. » 
Jean Tinguely a également reçu une commande pour le Pavillon suisse dans lequel il présente Requiem pour une feuille morte, un énorme relief, long de 11,3 mètres, haut de 3 mètres, à l'aspect solennel, parfois même sinistre, entièrement recouvert de noir à l'exception d'une feuille morte blanche.
En 1968, avec Bernhard Luginbühl, Tinguely conçoit le projet d'un Gigantoleum, station culturelle multifonctionnelle et à Noël de cette même année, il acquiert l'ancienne auberge « L'Aigle noir » à Neyruz, dans le canton de Fribourg[réf. nécessaire].
En 1970, avec Niki de Saint Phalle, Daniel Spoerri, Bernhard Luginbühl, Larry Rivers et d'autres artistes, il commence Cyclop à Milly-la-Forêt, sculpture promenade géante, réalisée en équipe. Les travaux sont exécutés avec l'aide des assistants de Tinguely, Sepp Imhof et Rico Weber. Le 13 juillet 1971 il épouse Niki de Saint Phalle dont il a fait la connaissance en 1956, avec laquelle il a noué des liens étroits tant artistiques que sentimentaux.
Le 27 novembre 1970 Jean Tinguely crée, sur le parvis du dôme de Milan, La Vittoria, œuvre éphémère, autodestructrice - détruite le 28 novembre, à l'occasion du dixième anniversaire des nouveaux réalistes.
Entre 1973 et 1974 on verra naître la Grande Spirale ou Double Hélice, dans la cour de l'institut d'immunologie de Bâle de la société F Hoffmann-La Roche SA. Plusieurs rétrospectives de ses œuvres ont lieu à Paris (CNAC), Bâle (Kunsthalle), Hanovre (Kestner Gesellschaft), Humlebaek (Louisiana Museum), Stockholm (Moderna Museet) et Amsterdam (Stedelijk Museum). Tinguely inaugure le Chaos No. 1, au Civic Center de Columbus/Indiana, États-Unis. Il reçoit le 4 janvier 1976 le prix Wilhelm Lehmbruck de la ville de Duisbourg.
En juin 1977 a lieu l'inauguration du Fasnachtsbrunnen (Fontaine du carnaval), à Bâle. Construction du Crocrodrome de Zig & Puce au Centre national d'art et de culture Georges-Pompidou à Paris, une installation de Jean Tinguely, Bernhard Luginbühl et Niki de Saint Phalle. Daniel Spoerri y installe son « Musée sentimental ». En 1979, Jean crée Klamauk, une sculpture sonore montée sur un tracteur et destinée à l'exposition « Tinguely Luginbühl » au Städel de Francfort[réf. nécessaire]. 
En 1981, lors de l'exposition collective patronnée par la Régie Renault, dans l'espace « Art Incitation à la création », Tinguely montre pour la première fois des sculptures de crânes[réf. nécessaire].

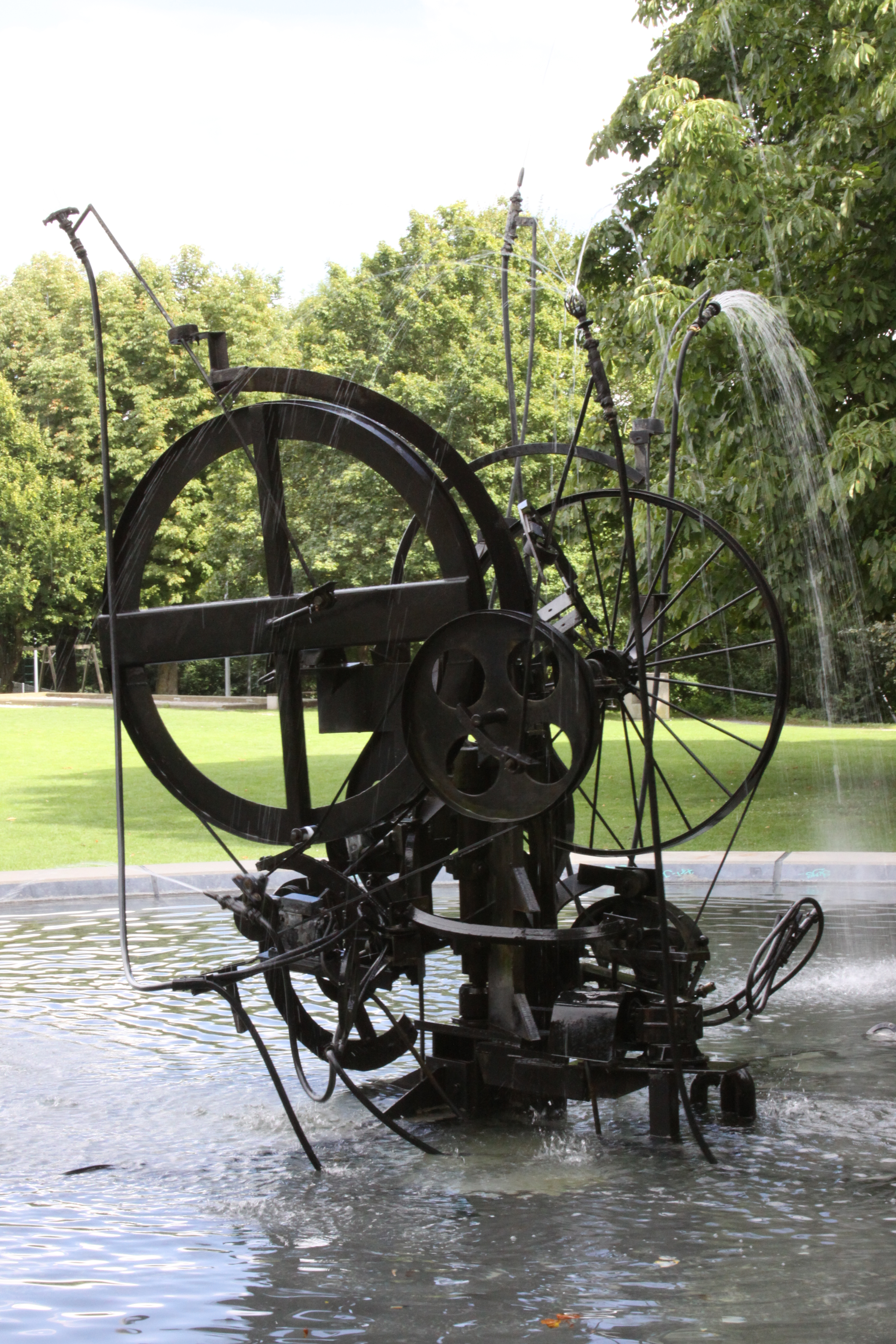
La Fontaine Jo Siffert

De 1983 à 1991, date de sa mort, Jean Tinguely a produit de nombreuses œuvres, notamment: la Fontaine Jo Siffert offerte à la ville de Fribourg en 1984, Fatamorgana dans des locaux désaffectés de l'usine sidérurgique Von Roll SA à Olten en 1985[réf. nécessaire], Mengele Totentanz (Danse macabre Mengele), œuvre créée à partir de poutres calcinées, de machines agricoles, d'ustensiles de ménage et de crânes d'animaux carbonisés, à la suite de l'incendie d'une ferme à Neyruz en 1986[réf. nécessaire], Grande Méta Maxi Maxi- Utopia, dans un atelier de Von Roll SA Klus en 1987[réf. nécessaire]. Cette même année, il fait don du Cyclop à l'état français et l'année suivante, il inaugure à Château-Chinon la fontaine construite avec Niki de Saint Phalle à la suite d'une commande passée par le président François Mitterrand.
L'artiste fait l'objet de plusieurs rétrospectives : à Munich, à Zurich (Kunsthaus), à Londres (Tate Gallery), Bruxelles (palais des beaux-arts) et Genève (musée d'art et d'histoire). Il reçoit plusieurs prix dont le prix de l'université de Bologne, et le prix de l'État de Berne, ainsi que des titres honorifiques : docteur honoris causa par la Royal Academy of Arts, à Londres en 1989, et son exposition de Moscou, dans une version augmentée, est présentée au musée d'art et d'histoire de Fribourg[réf. nécessaire].
Jean Tinguely meurt le 30 août 1991 à l'hôpital de l'île à Berne, il repose à Neyruz, dans le canton de Fribourg. En 1992, Milena Palakarkina donne naissance à son fils Jean-Sébastien.

## LeTorpedo Institut
De 1988 à sa mort, Jean Tinguely a créé le Torpedo Institut dans une ancienne fabrique qu'il achète à La Verrerie, entre Bulle et Vevey, dans le canton de Fribourg où il vit en Suisse. Le Torpedo Institut – que Tinguely déclare antimusée dès son arrivée dans les lieux – est la plus grande œuvre jamais conçue par l'artiste. Les espaces industriels dans lesquels elle se développe s'étendent sur plus de 3 000 m2. Ils sont obscurcis par d'imposantes plaques d'acier dont Tinguely obture toutes les ouvertures qui donnent sur la campagne fribourgeoise. Dans les différentes salles qui composent le Torpedo Institut, l'artiste orchestre cent vingt de ses machines qui tournent et grincent et hurlent dans la pénombre. Elles représentent l'ensemble du parcours de l'artiste : on trouve là des Méta Malevitch ou Méta Kandinsky des débuts, le Klamauk de 1979, la Grande Méta Maxi Maxi Utopia présentée en 1987 à Venise, la Dernière Collaboration avec Yves Klein (1988), Le Retable de l'Abondance occidentale et du Mercantilisme totalitaire (1990), des pièces à quatre mains réalisées avec Milena Palakarkina. Tinguely présente aussi ses amis artistes dans le Torpedo Institut : plus de vingt figures d'Eva Aeppli dressées sur un socle, un Oiseau Amoureux de 8 mètres de haut de Niki de Saint Phalle qui roule sur des rails, un gigantesque Atlas de Bernhard Luginbühl - toutes pièces commandées pour le lieu par le sculpteur. Il y a encore des œuvres de Robert Rauschenberg, Yves Klein, Keith Haring, Ben Vautier, Daniel Spoerri, Alfred Hofkunst ou d'artistes fribourgeois, accrochées sur de grandes grilles coulissantes comme dans les réserves des musées. Et puis, Tinguely réunit dans le Torpedo Institut des objets qui lui sont chers : des Ferraris, un avion de la Deuxième Guerre mondiale suspendu à l'envers ou une pointeuse sur laquelle il veut que les visiteurs timbrent lorsqu'ils pénètrent dans le lieu. 
Loin des grands centres, loin des fréquentations record des expositions consuméristes qui balisent la fin des années 1980, Tinguely entend ouvrir son antimusée à un public limité. Les visiteurs sont invités à réserver longtemps à l'avance, et sont convoqués à un jour et une heure précis. Ils sont accueillis avec désinvolture par une secrétaire indifférente dont le cahier des charges établi par l'artiste précise que la principale occupation consiste à se vernir les ongles. On leur fournit un casque audio dont le commentaire est incompréhensible. Chacun doit donc se débrouiller seul avec les œuvres, dans le dédale, l'obscurité et les pièges que lui réserve l'artiste, et s'aventurer pour commencer sous une monumentale guillotine placée à l'entrée de la première salle. 
À la mort de Jean Tinguely, survenue brusquement en août 1991, le Torpedo Institut est pratiquement achevé. Il est, après la disparition du plasticien, le sujet de nombreuses discussions et de multiples polémiques. Dans des circonstances douloureuses, il est finalement démantelé — contre la volonté de l'artiste qui avait déclaré par testament son désir de voir l'œuvre lui survivre.

## Postérité
Le 30 septembre 1996, le musée Tinguely de Bâle, créé à l'initiative de Niki de Saint Phalle qui y a fait un don de cinquante-cinq sculptures de Jean ainsi qu'une Nana. Le bâtiment est conçu par l'architecte tessinois Mario Botta, l'inauguration est dirigée par Pontus Hultén.
En 1998, l'Espace Jean-Tinguely–Niki-de-Saint-Phalle est ouvert à Fribourg dans un ancien entrepôt de tramways à proximité du Musée d'art et d'histoire de Fribourg.

## Sélection d'œuvres
Outre ses œuvres personnelles, il crée avec sa femme, Niki de Saint Phalle, des constructions monumentales : Hon/Elle, la Nana géante, la Fontaine Stravinsky qui leur est commandée par l'État français, et le Cyclop, Le Rêve de l'oiseau, Le Golem, le Jardin des Tarots.
- 1954, Sculpture méta-mécanique automobile 134 × 79 × 56 cm, musée national d'Art moderne, Paris.
- 1955, Méta-Kandinsky III, 39 × 139 × 35 cm, collection privée[33].
- 1958, Perforateur monochrome, Jean Tinguely et Yves Klein, 50 × 40 × 40 cm, collection privée [34].
- 1959 : Méta Matics,  machine composée de métal, papier, crayon feutre, moteur, 96 × 85 × 44 cm  conservée au centre Pompidou, Paris, achat 1976[35].
- 1960 : Le Cyclograveur, machine, 225 × 110 × 410 cm, Kunsthaus de Zurich, Zurich, Suisse[36].
- 1960 : Gismo, machine, 225 × 110 × 410 cm, Stedelijk Museum, Amsterdam, Pays-Bas[37].
- 1966 : Hon/Elle, sculpture monumentale qui se visite comme une maison, avec diverses « salles », ainsi que des mécanismes de Jean Tinguely et des assemblages de Per Olof Ultvedt, 23 × 13 × 14 m,  poids : 6 tonnes[38].
- 1967-1971 : Le Paradis fantastique, œuvre monumentale composée de six machines de Jean Tinguely, de neuf sculptures de Niki de Saint Phalle. Augmentée d'une fontaine de nanas, l'œuvre est maintenant dans un jardin proche du Moderna Museet Stockholm[39].

- 1987-1988 : la Fontaine de Château-Chinon, commandée à Niki de Saint Phalle et Jean Tinguely par le président François Mitterrand, alors maire de la ville de Château-Chinon, inaugurée le 10 mars 1988[40]. L'œuvre est citée  dans le catalogue de l'exposition 2014 de Niki de Saint Phalle, mais pas de celui de l'exposition Jean Tinguely à Venise dont la liste des œuvres exposées s'arrête juste avant cette date dans le catalogue de Pontus Hultén.
- 1990 : Le Retable de l'Abondance occidentale et du Mercantilisme totalitaire, Espace Jean-Tinguely–Niki-de-Saint-Phalle  près du musée d'Art et d'Histoire  de Fribourg (CH).

## Musées
- Espace Jean-Tinguely–Niki-de-Saint-Phalle à Fribourg[41]
- Musée Tinguely à Bâle
- Musée d'art contemporain de Marseille
- Le Centre national d'art et de culture Georges-Pompidou possède des dessins, des machines et sculptures animées de 1954 à 1987 [42]

- Musée Berardo à Belem près de Lisbonne

## Artistes proches
- Niki de Saint Phalle, Yves Klein, Gerard Deschamps, Arman, Jacques Villeglé, Daniel Spoerri, Raymond Hains, Martial Raysse, François Dufrêne, François Alix
- Gérard Deschamps, Eva Aeppli, Bernhard Luginbühl, Alexander Calder, Marcel Duchamp, Nicolas Schöffer

### Filmographie

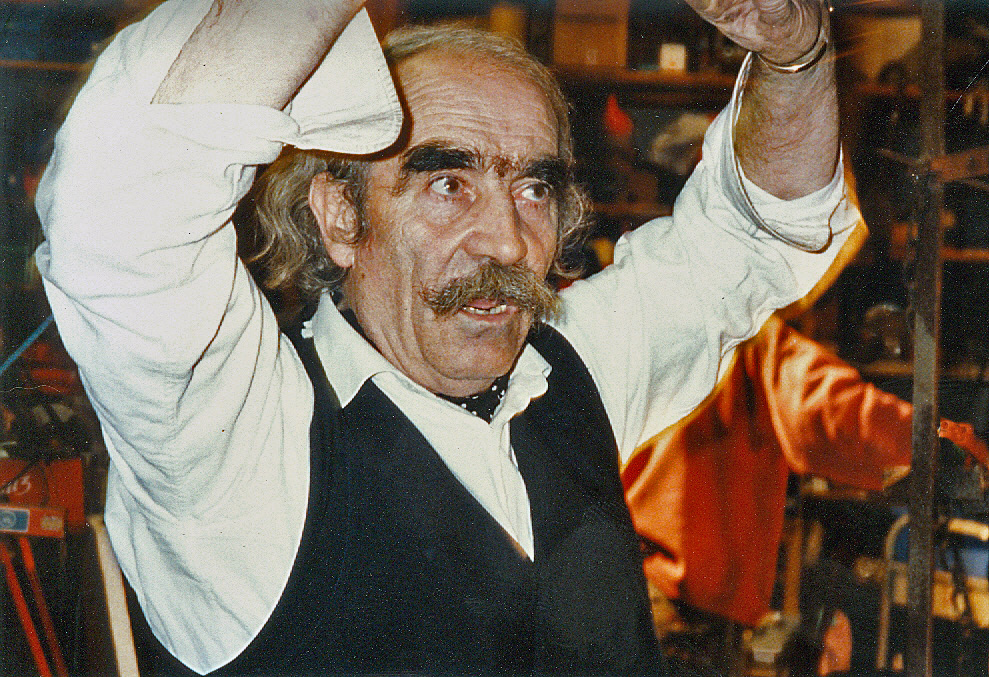
Jean Tinguely lors du tournage du film Visages suisses en 1991.